# Emilie Hüni
Emilie Hüni (Pseudonyme: Emilius, H. Emilius; * 24. August 1839 in Horgen; † 21. März 1910 in Paris) war eine Schweizer Schriftstellerin, Übersetzerin und Journalistin.

## Leben und Werk

### Jugend und erste literarische Versuche
Emilie Hüni wurde 1839 in Horgen am Zürichsee geboren. Ihr Vater war ein wohlhabender Unternehmer. 1850 zog die Familie nach Ferrara in den damaligen Kirchenstaat, wo sich Hüni für die Ideen des Risorgimento begeisterte. Zu einem unbekannten Zeitpunkt kehrte die Familie in die Schweiz zurück und lebte mehrere Jahre lang in Winterthur. Hüni absolvierte das Lehrerinnenseminar in Küsnacht, arbeitete aber nie auf diesem Beruf. Stattdessen zeigte sie früh literarische Ambitionen. Als 18-Jährige übersetzte sie Adolphe Jaimes Vaudeville Le parapluie d’Oscar («Oskars Regenschirm») und liess es 1858 unter dem männlichen Pseudonym «Emilius» in Berlin veröffentlichen. Auch in späteren Jahren übertrug sie gelegentlich Werke der zeitgenössischen französischen und italienischen Literatur ins Deutsche, unter anderem von Henry Gréville und Giovanni Verga.
1865 folgte Hüni ihrer Familie nach Paris, wo ihr Vater für die Schweizerische Kreditanstalt, die spätere Credit Suisse, tätig war. Die französische Hauptstadt wurde zu ihrer neuen Heimat, in der sie bis zu ihrem Tod verblieb. Von hier aus veröffentlichte sie 1869 bei Friedrich Wilhelm Grunow in Leipzig ihr erstes selbständiges Werk, den Roman Lucia, für den sie abermals das Pseudonym «H. Emilius» verwendete. In der weitverzweigten Geschichte verband sie Jugenderinnerungen an Ferrara mit den historischen Ereignissen der italienischen Befreiungskriege. Das Werk hatte keinen nennenswerten Erfolg und brachte ihr «mehr Achtung als Gewinn» ein. Ein Anonymus besprach es in der Neuen Zürcher Zeitung; er behauptete, «eine so fesselnd ergreifende und gut geschriebene Erzählung erinnern wir uns lange nicht gelesen zu haben», und sprach vielsagend von einem «pseudonymen, hier nicht unbekannten Autor».

### Arbeit als Journalistin
Weitaus erfolgreicher war Hüni als Journalistin. In Paris wurde sie Sekretärin des deutschen Journalisten Emil Landsberg, ursprünglich mit dem Auftrag, die Manuskripte seiner Französischen Correspondenz ins Italienische zu übersetzen. Die von ihr kuratierte italienische Ausgabe musste zwar wegen mangelnden Interesses bald wieder eingestellt werden, Landsberg ließ Hüni fortan aber an der deutschen Ausgabe mitwirken, zunehmend übernahm sie gar den grössten Teil der Arbeit. Nach Landsbergs Tod 1882 zerstritt sie sich mit dessen Nachfolger und gründete 1888 das Konkurrenzunternehmen Pariser Post, das die Französische Correspondenz rasch überflügelte und in die Bedeutungslosigkeit stürzte, woraufhin sie letztere 1892 für einen geringfügigen Betrag aufkaufte.
Ab 1879 schrieb Hüni auch Korrespondenzen und Feuilletons für die Neue Zürcher Zeitung. Im Mai 1879 debütierte sie hier mit einem Lebensbild der soeben verstorbenen Bernadette Soubirous, deren angebliche Marienerscheinungen in Lourdes weltweit für Aufsehen gesorgt hatten. Alljährlicher Höhepunkt waren ihre ausführlichen Berichte vom Salon de Paris mit satirischer Spitze. Ihre politischen und kulturellen Feuilletons wurden auch im Berner Bund, der Berliner National-Zeitung und der Wiener Montags-Revue abgedruckt. Für die Kölnische Zeitung schrieb sie ferner «Modeberichte höherer Gattung». Signiert waren ihre Artikel stets mit «E. H.» oder «E. Hüni», was Thomas Maissen zur Vermutung veranlasste, dies sei «aus Angst, eine Frau könnte als Journalistin nicht ernst genommen werden», geschehen. Ausserdem behauptete er, ihre Identität sei erst nach ihrem Tod gelüftet worden. Tatsächlich entsprach das Kürzel den damaligen Gepflogenheiten und ihre Identität war ein offenes Geheimnis. Als Reaktion auf die überschwängliche Zustimmung, die Hünis Artikel Schweizerdeutsch und Hochdeutsch erntete, schrieb die Zeitung Der Bund im Juni 1881:

«Es wurden der Redaktion zu Handen des Autors mündlich und schriftlich warme Worte des Beifalls gespendet, wobei sich der kleine Spaß ereignete, daß alle Welt aus der kräftigen Sprache und der klaren Logik jenes Artikels auf einen Herrn Mitarbeiter schloß. Wir freuen uns, dem Publikum in Fräul. Emilie Hüni, der Verfasserin jenes Artikels, unsere Pariser Korrespondentin vorstellen zu können.»

### Die NovelleEliza Thomas
Zu Beginn der 1880er Jahre versuchte sich Hüni ein letztes Mal als Schriftstellerin. Im Mai 1880 erschien ihre Novelle Eliza Thomas in der NZZ als Fortsetzungsgeschichte. Die Erzählung hat einen klar erkennbar autobiographischen Hintergrund und spielt als einzige grösstenteils in der Schweiz, am Vierwaldstättersee, wo in Gersau schicksalhaft begüterte Touristen aus ganz Europa zusammenfinden. Die titelgebende Protagonistin ist die Tochter eines überaus reichen, in Paris lebenden Genfer Bankiers. Sie hat ihrer Mutter am Totenbett gelobt, sich nicht zu vermählen und ihr Leben ganz dem Wohle des launischen und infantilen Vaters aufzuopfern. In Gersau werben nun zwei Männer um sie: der junge mysteriöse Doktor Walter, über dem ein Schatten der Schwermut lastet, und der mehr als doppelt so alte gutmütige Brite Sir Richard Evans, ein Geschäftspartner ihres Vaters. Der Vater wiederum verliebt sich Hals über Kopf in die verführerische russische Witwe Ada von Glüren, die nur an seinem Geld interessiert ist, ihn seiner Tochter abspenstig macht und eine Vermählung unter der Bedingung befördert, dass die ihr hinderliche künftige Stieftochter aus dem Haus entfernt und ebenfalls verheiratet wird. Da Eliza und Doktor Walter zueinanderfinden, scheint dieser Plan zunächst bestens aufzugehen. Ada grollt aber immer noch, weil Walter zuvor ihre Avancen zurückgewiesen hat, und verleumdet ihn mit der halbwahren Behauptung, er sei eigentlich verheiratet. Tatsächlich steht er kurz vor der Ehescheidung und verabschiedet sich für ein paar Wochen, um diese abzuschliessen. Davon nichts ahnend, zwingt der Vater Eliza zur überstürzten Abreise und die Tiefgetroffene, sich betrogen Wähnende willigt schliesslich in eine Vermählung mit Evans ein. Um genügend Geld für die Extravaganzen seiner künftigen Gemahlin aufzubringen, verspekuliert sich der Vater, geht bankrott und erleidet einen Schlaganfall. Ada verlässt ihn noch vor der Hochzeit und auch die Eheschliessung mit Evans wird hinausgezögert. Eliza begleitet den kranken Vater zur Kur nach Rom, wo sie an Malaria erkrankt und kurz darauf stirbt. In ihren letzten Atemzügen erkennt sie Doktor Walter an ihrem Krankenbett. Joseph Victor Widmann befand die «Touristennovelle» später zwar als sehr spannend, doch sei sie «zu sehr eine triste Familienbegebenheit vom Gouvernantenstandpunkt aufgefaßt, als daß man sie für eine Bereicherung der Poesie ansehen könnte». Besonders den Schluss fand er abgedroschen und schlug sarkastisch vor, der Erzählung «als Vignette […] einen plumpen Wiederkäuer […], der mit breitem, geiferndem Maule ein erstes Märzveilchen ausrupft», unterzusetzen. Michael Georg Conrad wiederum lobte den «Schluß mit seinem Beisatz sittlicher Ironie» als «ganz meisterhaft».

### DieDrei Novellen
Im Dezember 1881 erschien die Novelle zusammen mit zwei weiteren im Sammelband Drei Novellen bei Caesar Schmidt in Zürich. Auch wenn das Buch offiziell unter dem Autorennamen «E. Hüni» gedruckt wurde, bewarb es die Schweizer Presse unter Hünis vollem Namen. Auch in Besprechungen machte man keinen Hehl daraus, dass es sich um eine Verfasserin handelte. Die zweite und kürzeste Novelle mit dem Titel Martine spielt in einem Seebad in der Bretagne und galt der Kritik als Nichtigkeit. Die dritte und längste Novelle, Die San Fabiano, wurde hingegen einhellig als Meisterwerk gerühmt. Conrad betonte, er könne ihr «nicht genug Lobendes nachsagen» und erwarte «mit Ungeduld die nächste novellistische Gabe der talentvollen Schriftstellerin». Widmann schrieb:

«Diese Erzählung hat demgemäß ihren ethnographischen Werth neben dem poetischen, der ihr reichlich zukommt. Wir kennen, Erzählungen von italienischen Autoren ausgenommen, nicht ein einziges belletristisches Erzeugniß, das uns so mit dem Charakter italienischer Landschaft und italienischen Volkslebens bekannt zu machen im Stande wäre, wie die Novelle ‹Die San Fabiano›. Es sollte uns auch nicht wunder nehmen, wenn diese Erzählung alsobald in die Sprache des Volkes übersetzt würde, das zu ihrem schönen Inhalt das reiche Material geliefert hat»

### Letzte Lebensjahrzehnte
Hüni veröffentlichte keine Bücher mehr und arbeitete in ihren letzten drei Lebensjahrzehnten unermüdlich als Journalistin. Sie pflegte zahlreiche Bekannt- und Freundschaften. Um 1889 soll Ottilie Roederstein Hüni mit «edelgeformte[n], weibliche[n] Züge[n]» porträtiert haben. Im Januar 1892 lernte sie den 27-jährigen Frank Wedekind kennen und pflegte während dessen Pariser Aufenthalts bis 1894 freundschaftlichen Kontakt mit ihm. Wedekind erwähnt sie am 21. Januar 1892 in einem Brief an seine Mutter: «Frl. Huny, die ich gleich am ersten Tag aufsuchte und die mir versprach[,] mich mit den berühmten Zürcher Malerinnen bekannt zu machen, hat seither noch nichts wieder von sich hören lassen.» Noch im selben Jahr vermittelte sie ihm den Kontakt mit der Malerin Louise-Cathérine Breslau.
In ihren letzten Jahren litt sie immer öfter an Hustenanfällen und Atemnot. Noch am 8. März 1910 erschien in der Neuen Zürcher Zeitung eine kurze Meldung Hünis über die Gewerkschaft der Zeitungsverkäufer in Florenz. In der Nacht vom 21. März starb sie an einem Schlaganfall, nachdem sie ihrer Dienerin zuvor noch gesagt haben soll: «Heute abend nehme ich meine Medizin zum letzten Mal, und wenn der Doktor wieder kommt, so wird es nur ein Höflichkeitsbesuch sein.»

## Rezeption
Emilie Hüni war insbesondere als Journalistin sowohl in Paris als auch im deutschsprachigen Raum hochgeachtet. Nach ihrem Tod geriet ihr Werk schnell in Vergessenheit. In der zeitgenössischen Rezeption wurde oft mit Nachdruck darauf hingewiesen, dass sie eine Frau war, und ihr Schaffen an jenem von Männern gemessen; viele Leser hielten sie intuitiv für einen Mann. Der Nekrolog in der NZZ begann just mit diesen Erwartungshaltungen:

«Wer ist eigentlich der E. H. in der ‹Neuen Zürcher Zeitung›? So fragten oft genug seit dreißig Jahren die eifrigen Leser dieses Blattes. Wenn dann die Eingeweihten antworteten, es sei ein altes Fräulein, das sich Emilie Hüni nenne, so ernteten sie zunächst ein ungläubiges Lächeln, denn niemand wollte glauben, daß ein so sicheres Urteil, eine so feine Beobachtung und namentlich eine solche Ausdauer in der politischen Korrespondenz beim weiblichen Geschlecht möglich sei.»

Eine der ausführlichsten Würdigungen Hünis stammt von Michael Georg Conrad:

«Sie ist eine von nur wenigen deutschen [sic] Schriftstellerinnen, deren Wesen, von Exzentrizität und Hausbackenheit gleich weit entfernt, sich durch resolutes Bewahren des gemüthlichen und geistigen Gleichgewichts auszeichnet. Die Werke, aus einer solchen Frauenseele geboren, sind, sofern sie den künstlerischen Formen gerecht werden, von einer ganz besonders anheimelnden Milde des Temperaments, von einer erhebenden und fesselnden Reinheit der Stimmung, von einer köstlichen Unmittelbarkeit in der gesunden Auffassung der Menschen und Dinge. Dazu kömmt bei Emilie Hüni, der tüchtig geschulten Tochter einer soliden Schweizerfamilie, der freie, kosmopolitische Blick, der durch jahrelangen Aufenthalt in Italien und Frankreich und vielfache Reisen an Schärfe und Bestimmtheit nur gewinnen konnte.»

## Werke

### Erzählungen
- H. Emilius: Lucia. Erzählung aus der italienischen Geschichte des letzten Jahrzehnts. Grunow, Leipzig 1869 (Google Books).
- E. Hüni: Eliza Thomas. Novelle. In: Neue Zürcher Zeitung. Nr. 130, 9. Mai 1880, S. 1 f. (online) – Nr. 142, 21. Mai 1880, S. f. (online).
- E. Hüni: Drei Novellen. Schmidt, Zürich 1882 (Google Books).
  - Eliza Thomas
  - Martine
  - Die San Fabiano

### Übersetzungen
- [Adolphe Jaime:] Oskar’s Regenschirm [= Le parapluie d’Oscar]. Schwank in einem Akt. Frei nach dem Französischen von Emilius. Hayn, Berlin 1858.
- Henry Gréville: Der Töpfer von Tanagra [= Le potier de Tanagra]. Übersetzt von E. Hüni. In: Neue Zürcher Zeitung. Nr. 242, 31. August 1881, S. 1 f. (online) – Nr. 244, 2. September 1881, S. 1 f. (online).
- Giovanni Verga: Jeli der Hirt [= Jeli il pastore]. Aus der Novellensammlung «Vita dei Campi». In: Neue Zürcher Zeitung. Nr. 84, 26. März 1886, S. 1 f. (online) – Nr. 90, 1. April 1886, S. 1–3 (online).